# UFC 172
UFC 172: Jones vs. Teixeira（ユーエフシー・ワンセブンティツー：ジョーンズ・バーサス・テイシェイラ）は、アメリカ合衆国の総合格闘技団体「UFC」の大会の一つ。2014年4月26日、メリーランド州ボルチモアのボルチモア・アリーナで開催された。

## 大会概要
UFC初のメリーランド州開催となった本大会ではジョン・ジョーンズとグローバー・テイシェイラによるUFC世界ライトヘビー級タイトルマッチが組まれた。
キャリア8戦全勝のクリス・ビールがUFCデビュー。

### カード変更
負傷などによるカードの変更は以下の通り。
- アイザック・ヴァリーフラッグ → チャーリー・ブレネマン（第2試合）

- ボビー・グリーン → ヤンシー・メデイロス（第7試合）

- ジェイク・エレンバーガー vs. タレック・サフィジーヌ → サフィジーヌの負傷により中止

- ヤンシー・メデイロス vs. ジョー・エレンバーガー → メデイロスの移動により中止

- ジョー・エレンバーガー vs. ヴァグネル・ホシャ → ホシャの負傷により中止

## 試合結果

### アーリープレリム
第1試合 バンタム級ワンマッチ 5分3R
○  クリス・ビール vs.  パトリック・ウィリアムス ×
2R 1:51 KO（跳び膝蹴り）

### プレリミナリーカード
第2試合 ライト級ワンマッチ 5分3R
○  ダニー・カスティーリョ vs.  チャーリー・ブレネマン ×
2R 0:21 KO（右フック）
第3試合 女子バンタム級ワンマッチ 5分3R
○  ベッチ・コヘイア vs.  ジェサミン・デューク ×
3R終了 判定3-0（30-27、29-28、30-27）
第4試合 ライト級ワンマッチ 5分3R
○  五味隆典 vs.  アイザック・ヴァリーフラッグ ×
3R終了 判定3-0（29-28、29-28、29-28）
第5試合 フライ級ワンマッチ 5分3R
○  ジョセフ・ベナビデス vs.  ティム・エリオット ×
1R 4:08 ギロチンチョーク

### メインカード
第6試合 フェザー級ワンマッチ 5分3R
○  マックス・ホロウェイ vs.  アンドレ・フィリ ×
3R 3:39 ギロチンチョーク
第7試合 ライト級ワンマッチ 5分3R
○  ジム・ミラー vs.  ヤンシー・メデイロス ×
1R 3:18 TKO（ギロチンチョーク）
第8試合 ミドル級ワンマッチ 5分3R
○  ルーク・ロックホールド vs.  ティム・ボッシュ ×
1R 2:08 キムラロック
※三角の外の腕をキムラロックに極める腕挫三角固を極めた。
第9試合 ライトヘビー級ワンマッチ 5分3R
○  アンソニー・ジョンソン vs.  フィル・デイヴィス ×
3R終了 判定3-0（30-27、30-27、30-27）
第10試合 UFC世界ライトヘビー級タイトルマッチ 5分5R
○  ジョン・ジョーンズ vs.  グローバー・テイシェイラ ×
5R終了 判定3-0（50-45、50-45、50-45）
※ジョーンズが7度目の防衛に成功。

### 各賞
ファイト・オブ・ザ・ナイト： 五味隆典 vs. アイザック・ヴァリーフラッグ
パフォーマンス・オブ・ザ・ナイト： ジョセフ・ベナビデス、クリス・ビール
各選手にはボーナスとして5万ドルが支給された。